# Екатерина Михайловна-Мисиркова
Екатерина Михайловна – Мисиркова е съпругата на Кръсте Мисирков.

## Биография
Екатерина Михайловна е родена в Руската империя през 1880 година и умира в София през 1971 година. Кръсте и Екатерина се срещат в Русия и през 1905 г. набързо сключват брак, като през следващата година се ражда синът им Сергей Мисирков. След смъртта на Кръсте през 1926 г., Екатерина остава да живее в София. Тя е погребана в Софийските централни гробища в същия гроб, където се намира Кръсте Мисирков и нейният син Сергей.